# Coll de Jou (Ogassa/Ribes de Freser)
El Coll de Jou és un coll situat a 1.637,2 m que comunica els termes d'Ogassa i Ribes de Freser i que separa el Puig de Sant Amand del Taga.